# Кфар-Ябец
Кфар-Ябец (ивр. כְּפַר יַעְבֵּץ‎, до 1934 года Гиват-Хаим, ивр. גבעת חיים‎) — мошав в Центральном округе Израиля, входящий в региональный совет Лев-ха-Шарон. Основан в 1932 году, эвакуирован в начале Арабо-израильской войны 1948—1949 годов и вторично заселён после её завершения. Население к концу второго десятилетия XXI века более 650 человек, основные отрасли хозяйства — цитрусовые плантации, цветоводство и птицеводство.

## География
Кфар-Ябец расположен в Центральном округе Израиля, на западе равнины Шарон. Входит в региональный совет Лев-ха-Шарон. Мошав, находящийся северо-восточнее перекрёстка Бней-Дрор, вблизи от арабских городов Тайбе, Тира и Калансуа, расположен на возвышенности, с которой открывается вид на Ефремовы горы и массив Айбаль. Площадь — 3800 дунамов.

## История
История Кфар-Ябеца начинается с 1920 годов, когда сионистский активист Цви Шехтерман выкупил участок необрабатываемой земли между арабскими населёнными пунктами Тайбе, Тира и Калансуа. 10 апреля 1932 года на место прибыли первые 15 еврейских поселенцев во главе с Михаэлем Хазани, заложившие символический краеугольный камень первого здания поселения на «холме Шехтермана» и начавшие обработку выкупленных земель. Первоначально новое поселение создавалось как кибуц и носило название Гиват-Хаим в честь раввина Хаима Черновича — духовного наставника Цви Шехтермана, однако затем комиссия по географическим наименованиям примяла решение о переименовании его в Кфар-Ябец. Новое название было дано в честь раввина Зеэва Ябеца — одного из основателей движения «Мизрахи», писателя, историка и педагога, возродившего традицию высадки деревьев в Ту би-Шват.
В 1933 году число поселенцев выросло за счёт группы молодёжи, репатриировавшейся из стран Европы. В 1942 году ещё одна группа поселенцев, состоявшая из выходцев из Йемена, прибыла в Кфар-Ябец и Хадеры. Поселение неоднократно подвергалось нападениям арабских банд, его жители испытывали постоянные экономические затруднения и страдали от недостатка пресной воды. Накануне Арабо-израильской войны руководство еврейского ишува приняло решение об эвакуации Кфар-Ябеца, расположение которого в гуще арабского населения затрудняло его защиту.
После того, как непосредственная опасность миновала, жителям было разрешено вернуться, но йеменская часть поселенцев отделилась и основала новый мошав Геулей-Тайман. Кфар-Ябец восстанавливала группа «Нецер-Иссахар», а затем население мошава пополнили репатрианты из Германии, Румынии и Венгрии. В 1954 годув Кфар-Ябец прибыла ещё одна группа йеменских евреев, в основном из Галилеи. В дальнейшем мошав развивалася под эгидой религиозно-сионистского движения «Ха-Поэль ха-Мизрахи».

## Население
По данным Центрального статистического бюро Израиля, население на начало 2020 года составляло 659 человек.
По данным на 2019 год, в Кфар-Ябеце проживало более 650 человек. Согласно результатам переписи населения 2008 года, население мошава составляло 0,6 тысячи человек, все жители были евреями. Медианный возраст жителей равнялся 28 годам, 38 % населения составляли дети и подростки в возрасте до 17 лет включительно, 7 % — люди пенсионного возраста (65 лет и старше). Почти 90 % жителей были уроженцами Израиля, из числа жителей-репатриантов 80 % прибыли в страну до 1960 года. Порядка 20 % жителей переехали в мошав из других населённых пунктов в 5 лет, предшествовавших переписи.
Около 60 % жителей в возрасте 15 лет и старше в 2008 году состояли в браке, медианный возраст вступления в брак — 24 года. На замужнюю женщину в среднем приходилось 3 ребёнка, средний размер домохозяйства — 3,7 человека. Примерно в 40 % домохозяйств состояли по 4—5 человек и почти в таком же количестве — 2—3 человека. Менее чем 10 % домохозяйств были представлены одиночками.
Из числа жителей в возрасте 15 лет и старше в 2008 году примерно 2/3 имели 12 или меньше лет образования, одна треть — 13 и более лет. Академическая степень от бакалавра и выше была у 13 % жителей.

## Экономика
64 % от общего числа жителей в возрасте 15 лет и старше входили в 2008 году в пул работоспособного населения страны, из них были трудоустроены 96 % (более 3/4 как наёмные работники, остальные как частные предприниматели). Более четверти работников были заняты на канцелярских должностях, 14 % — в розничной и оптовой торговле и ремонте транспортных средств и бытовых приборов, по 10 % — в сфере недвижимости и деловых услуг, гостиничном и ресторанном бизнесе и сфере транспорта и связи. В самом мошаве основными отраслями хозяйства являются птицеводство, цветоводство и выращивание цитрусовых.
В 2008 году персональный компьютер имелся в 72 % домохозяйств, автомобиль — в 78 % (в том числе в 40 % — два автомобиля или больше). В среднем домохозяйстве насчитывались 2,5 сотового телефона. Средняя плотность заселения составляла 0,9 человека на комнату.